# Dagrum
Ett dagrum är ett rum för samvaro och avkoppling i en miljö där människor bor, men inte utgör en privat bostad. Exempel på sådana miljöer är sjukhus, vårdhem, lastfartyg, hotell, skolor och fritidsgårdar.
Ett dagrum brukar vanligtvis vara möblerade med soffor med soffbord, fåtöljer, TV och någon bokhylla med böcker och tidskrifter. Det är inte heller ovanligt att det finns till exempel biljardbord och bordtennisbord. Dagrum brukar sällan ha matlagningsmöjligheter.